# Гебюр, Отто
Отто Гебюр (нем. Otto Gebühr, 29 мая 1877 — 14 марта 1954) — немецкий киноактёр, сыгравший более ста ролей в 1917—1954 годах. Классический исполнитель роли Фридриха Великого.

## Биография
Родился в городе Кеттвиг, Рур (ныне — район города Эссен) 29 мая 1877 года. Окончил школу и коммерческое училище в Кёльне. В 1896 перебрался в Берлин и начал работать как актёр антрепризы, затем получил постоянную работу в театре в Гёрлице. С 1898 по 1908 работал в Королевском придворном театре в Дрездене (Königliches Hoftheater Dresden), затем в берлинском Lessingtheater. После начала Первой мировой войны записался добровольцем в армию. После демобилизации в 1917 году был принят на работу в берлинский Немецкий театр Макса Рейнхардта. Тогда же, по рекомендации его коллеги Пауля Вегенера, он начал сниматься в кино. Среди значительных ранних ролей Гебюра — роль императора Рудольфа в «Големе» (Der Golem, wie er in die Welt kam, 1920).
Благодаря удивительному внешнему сходству с Фридрихом Великим, Гебюр получил роль короля Пруссии в историческом эпике «Король Фридрих» (Fridericus Rex, 1922), в 1926 году снялся в фильме «Мельница Сан-Суси», и это во многом определило его дальнейшую актёрскую карьеру. Став классическим исполнителем этой роли, он оказался прочно привязан к типажу властного правителя, и большинство его успешных ролей связаны как раз с этим амплуа. При нацистах даже было официально запрещено приглашать на роль Фридриха кого бы то ни было, кроме Гебюра. Всего он сыграл эту роль в десяти фильмах, последний из которых, «Великий король», вышел в 1942 году.
После окончания Второй мировой войны Гебюр работал в театре и много снимался в кино, однако большей частью в малозначительных ролях.
Скончался 14 марта 1954 года в Висбадене. Похоронен в Берлине на кладбище Св. Софии в районе Гезундбруннен.